# Национал-социалистический механизированный корпус

Флаг НСКК

Национа́л-социалисти́ческий механизи́рованный ко́рпус (НСМК, НСКК) (нем. Nationalsozialistisches Kraftfahrkorps (NSKK)) — полувоенная организация в составе НСДАП.

## Описание
Организация возникла в 1931 году как правопреемник существовавшего с 1930 года Национал-социалистического автомобильного корпуса СА («Motor-SA»).
В мае 1931 года NSAK был преобразован в NSKK — Национал-социалистический мотомеханизированный корпус (Nalionalsozialtstisches Kraftfahrkorps).
После превращения NSAK в NSKK и последовавшего через три года слияния с ним MSA, начиная с 4 июня 1934 года, NSKK превратился в отдельное подразделение партии, независимое от штурмовых отрядов и подчиняющееся напрямую фюреру. NSKK состоял из 5 моторизованных «обергрупп»: «Норд», «Ост», «Зюйд», «Вест» и «Митте». Каждая из этих «обергрупп» включала в себя 5 мотогрупп, которые, в свою очередь, состояли из 6 «моторштаффельн». Последние имели в своем составе 6 групп «моторштурм», а они, в свою очередь, состояли из самых мелких моторизованных единиц: «труппен» и «шарен». Членство в NSKK было добровольным.
В 1934 году, после «Ночи длинных ножей», НСКК был выведен из состава СА и стал самостоятельным подразделением в составе НСДАП. В 1932 году численность НСКК составляла 10000 членов, в 1934 году — 350000, а к 1939 году выросла до 500000 членов. В задачи НСКК входило: контроль за использованием авто- и мототранспорта, развитие автомобилизма, пропаганда автомобильного туризма, организация спортивных соревнований, помощь полиции в патрулировании автобанов, распространение идей национал-социализма.
В состав НСКК входили 23 спортивные мотошколы. С момента создания должность корфюрера занимал Адольф Хюнляйн, а после его смерти в 1942 году — Эрвин Краус.
Известными членами корпуса были Альберт Борман (брат Мартина Бормана), Франц-Йозеф Штраус (будущий канцлер Баварии), Ханс Глобке, принц Карл Эдуард Саксен-Кобург-Готский, а также будущий супруг королевы Нидерландов принц Бернард Липпе-Бистерфельдский, Манфред фон Браухич, Генрих Зауэр, Аксель Шпрингер, Франц Бурда.
Система званий и обмундирование НСКК во многом совпадали с существовавшими в СА, отличаясь лишь в мелких деталях.
В 1945 году НСКК был распущен и на Нюрнбергском процессе запрещён.

## Звания и знаки различия (1940-1945)

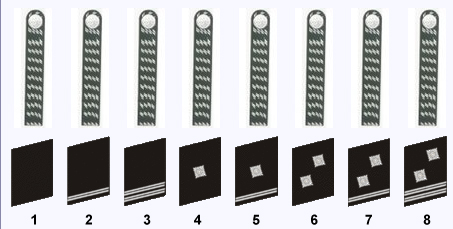
1). Анвертер НСКК; 1). Штурмманн НСКК; 2). Оберштурмманн НСКК; 3). Роттенфюрер НСКК; 4). Шарфюрер НСКК; 5). Обершарфюрер НСКК; 6). Труппфюрер НСКК; 7). Обертруппфюрер НСКК; 8). Гаупттруппфюрер НСКК.

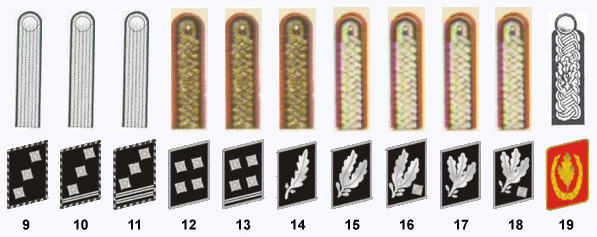
9). Штурмфюрер НСКК; 10). Оберштурмфюрер НСКК; 11). Гауптштурмфюрер НСКК; 12). Штаффельфюрер НСКК; 13). Оберштаффельфюрер НСКК; 14). Штандартенфюрер НСКК; 15). Оберфюрер НСКК; 16). Бригадефюрер НСКК; 17). Группенфюрер НСКК; 18). Обергруппенфюрер НСКК; 19). Корпусфюрер НСКК.

| Национал-социалистический механизированный корпус (НСКК) | Германские сухопутные силы          | Германский флот (Кригсмарине) | Германские ВВС (Люфтваффе) |
| -------------------------------------------------------- | ----------------------------------- | ----------------------------- | -------------------------- |
| Штурмманн НСКК                                           | Рядовой, стрелок, гренадер, канонир | Матрос                        | Флигер / Рядовой ВВС       |
| Оберштурмманн НСКК                                       | Обер-гренадер                       | -                             | -                          |
| Роттенфюрер НСКК                                         | Ефрейтор                            | Матрозен-ефрейтор             | Ефрейтор                   |
| соответствия в войсках НСКК нет                          | Обер-ефрейтор                       | Матрозен-обер-ефрейтор        | Обер-ефрейтор              |
| соответствия в войсках НСКК нет                          | -                                   | Матрозен-гаупт-ефрейтор       | Гаупт-ефрейтор             |
| соответствия в войсках НСКК нет                          | Штабс-ефрейтор                      | Матрозен-штабс-ефрейтор       | Штабс-ефрейтор             |
| Шарфюрер НСКК                                            | Унтер-офицер                        | Маат                          | Унтер-офицер               |
| Обершарфюрер НСКК                                        | Унтер-фельдфебель                   | Обер-маат                     | Унтер-фельдфебель          |
| соответствия в войсках НСКК нет                          | Фенрих                              | Фенрих цур зее                | -                          |
| Труппфюрер НСКК                                          | Фельдфебель                         | Фельдфебель                   | Фельдфебель                |
| Обертруппфюрер НСКК                                      | Обер-фельдфебель                    | Обер-фельдфебель              | Обер-фельдфебель           |
| соответствий в войсках НСКК нет                          | Гаупт-фельдфебель                   | Штабс-фельдфебель             | -                          |
| соответствий в войсках НСКК нет                          | Обер-фенрих                         | Обер-фенрих цур зее           | -                          |
| Гаупттруппфюрер НСКК                                     | Штабс-фельдфебель                   | Штабс-обер-фельдфебель        | Штабс-фельдфебель          |
| Штурмфюрер НСКК                                          | Лейтенант                           | Лейтенант цур зее             | Лейтенант                  |
| Оберштурмфюрер НСКК                                      | Обер-лейтенант                      | Обер-лейтенант цур зее        | Обер-лейтенант             |
| Гауптштурмфюрер НСКК                                     | Гауптманн / Ротмистр                | Капитан-лейтенант             | Капитан                    |
| Штаффельфюрер НСКК                                       | Майор                               | Корветтен-капитан             | Майор                      |
| Оберштаффельфюрер НСКК                                   | Оберст-лейтенант                    | Фрегаттен-капитан             | Оберст-лейтенант           |
| Штандартенфюрер НСКК                                     | Оберст                              | Капитан цур зее               | Оберст                     |
| Оберфюрер НСКК                                           | соответствия в вермахте нет         | Коммодор                      | -                          |
| Бригадефюрер НСКК                                        | Генерал-майор                       | Контр-адмирал                 | Генерал-майор              |
| Группенфюрер НСКК                                        | Генерал-лейтенант                   | Вице-адмирал                  | Генерал-лейтенант          |
| Обергруппенфюрер НСКК                                    | Генерал войск                       | Адмирал                       | Генерал ВВС                |
| соответствий в войсках НСКК нет                          | Генерал-оберст                      | Генерал-адмирал               | Генерал-оберст             |
| Корпусфюрер НСКК                                         | Генерал-фельдмаршал                 | Гросс-адмирал                 | Генерал-фельдмаршал        |
| -                                                        | -                                   | -                             | Рейхсмаршал                |

## Изображения

Штандарт НСКК
Дорожный знак «Колл-центр службы поддержки движения НСКК» введен в 1943 году
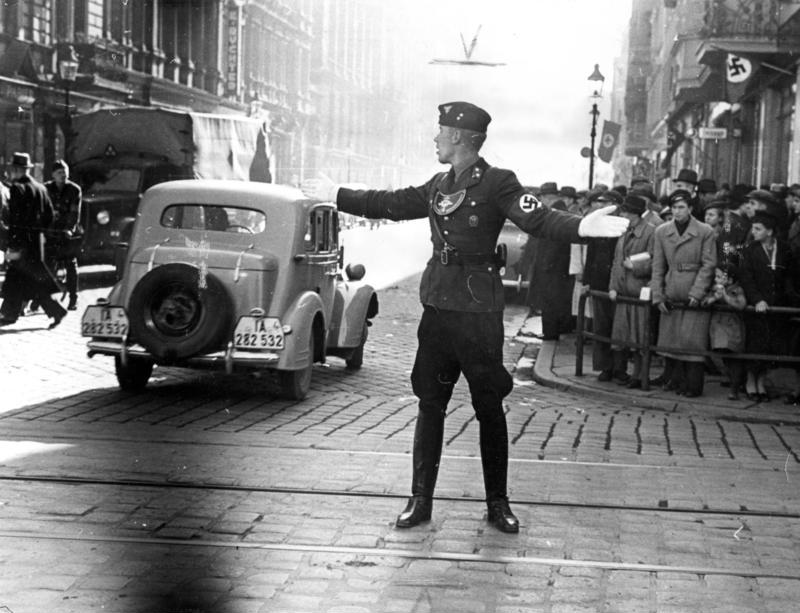
Труппфюрер НСКК руководит движением в Позене, октябрь 1939 г.
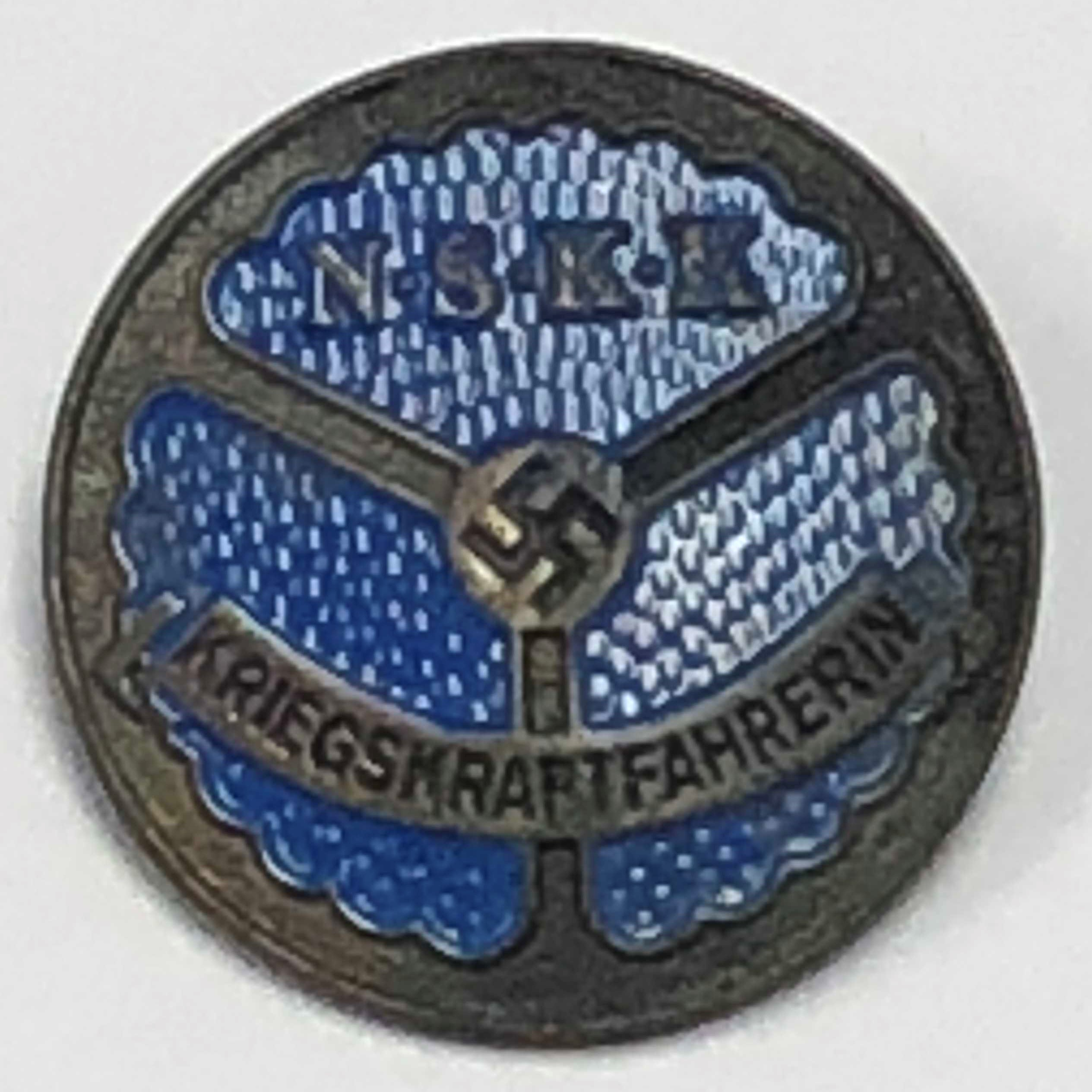
Женский знак водителя НСКК
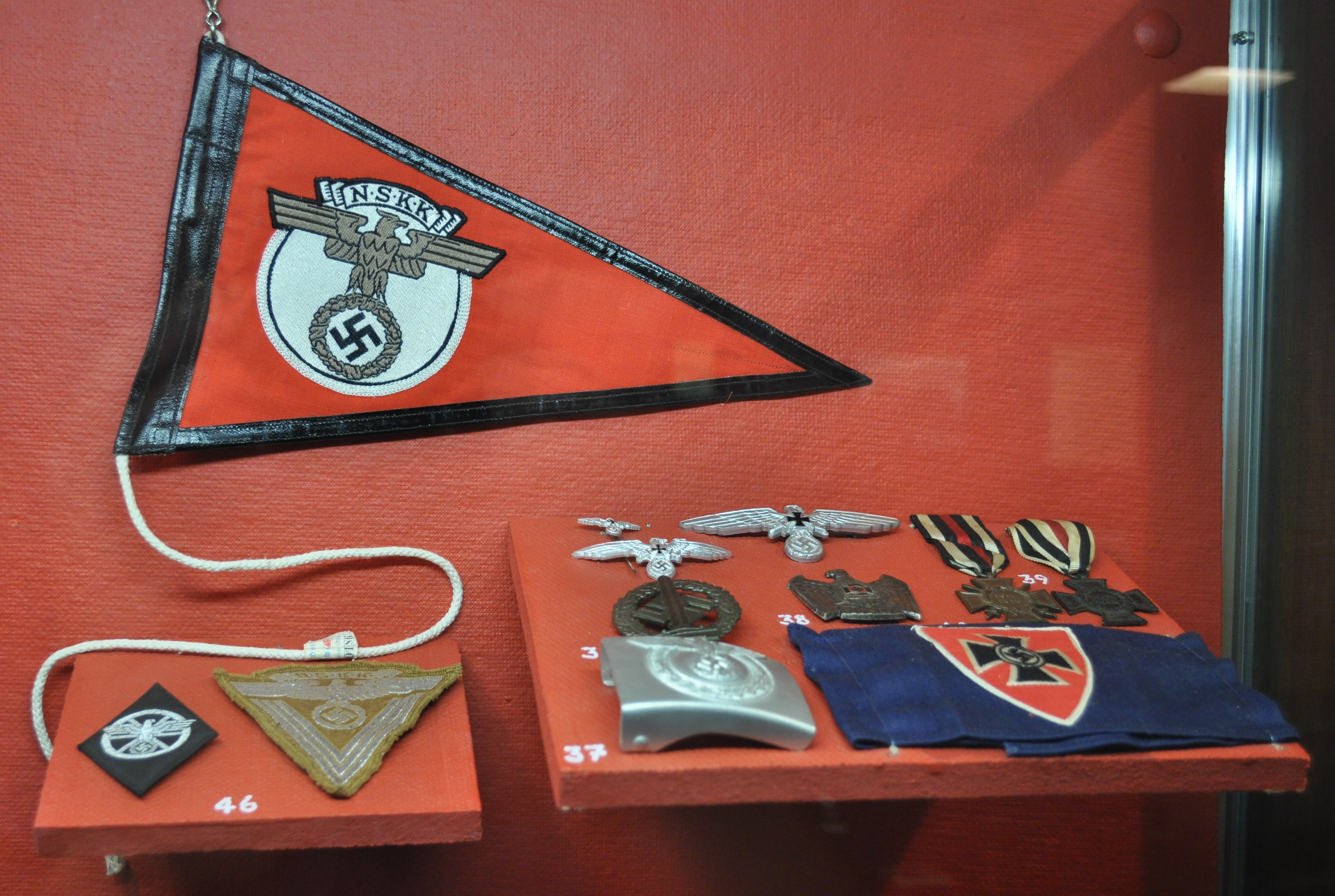
Вымпел НСКК показанный в военном музее форта Льюиса, Вашингтон, США.
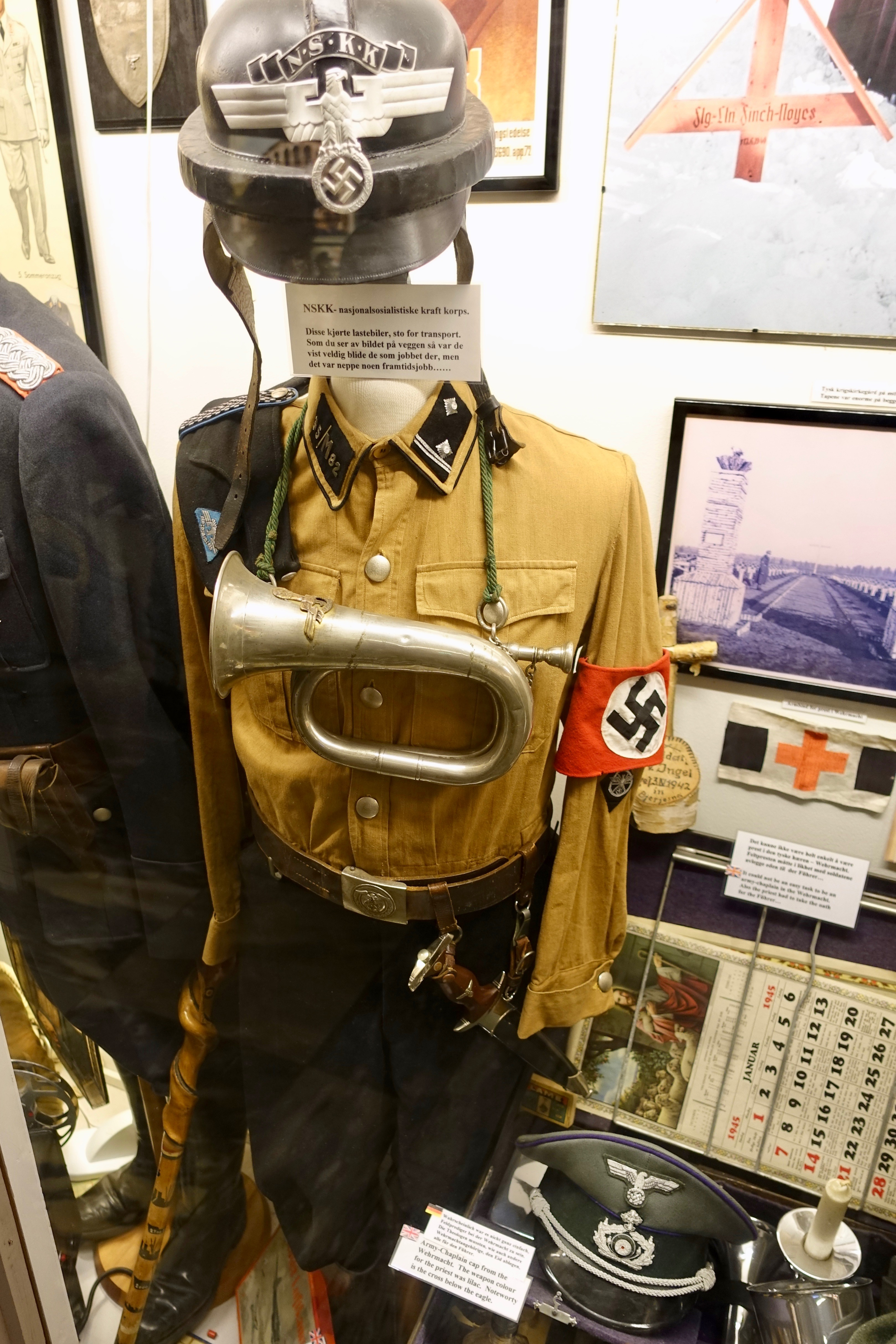
Фотография формы Обертруппфюрера НСКК с кожаным шлемом, коричневой рубашкой СА, ремешком на подбородке, кинжалом СА и рогом. Лофотенский военный мемориальный музей, Свольвер, Норвегия.
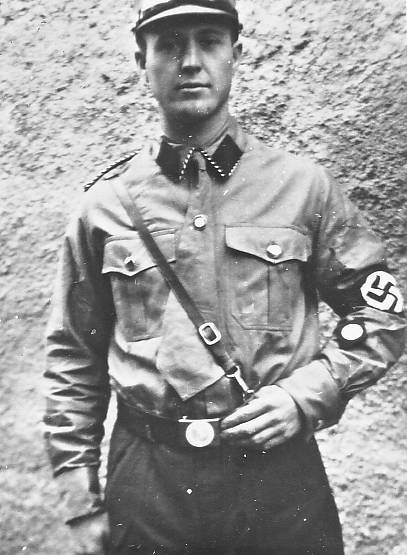
Боец НСКК в начале 1930-х годов.
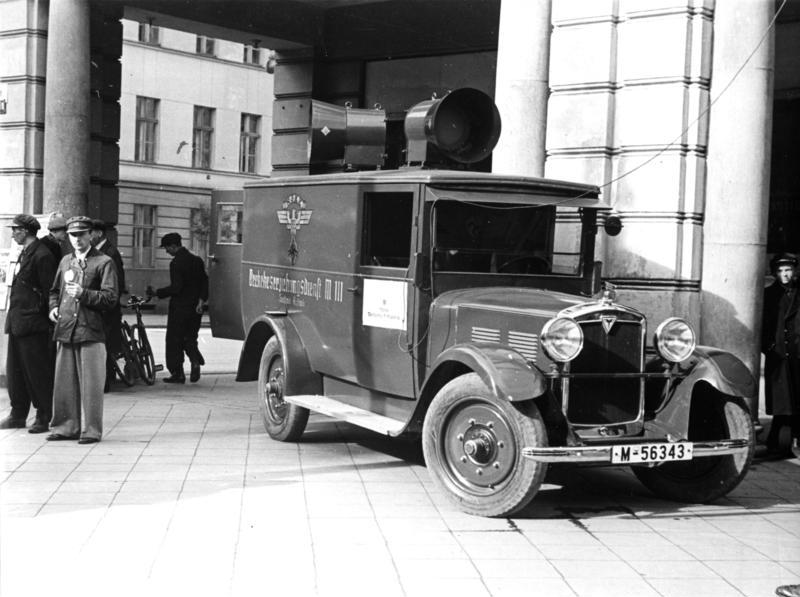
Занятые НСКК учебно-транспортные машины, октябрь 1939 г., Познань, Польша.